# Jigzhi

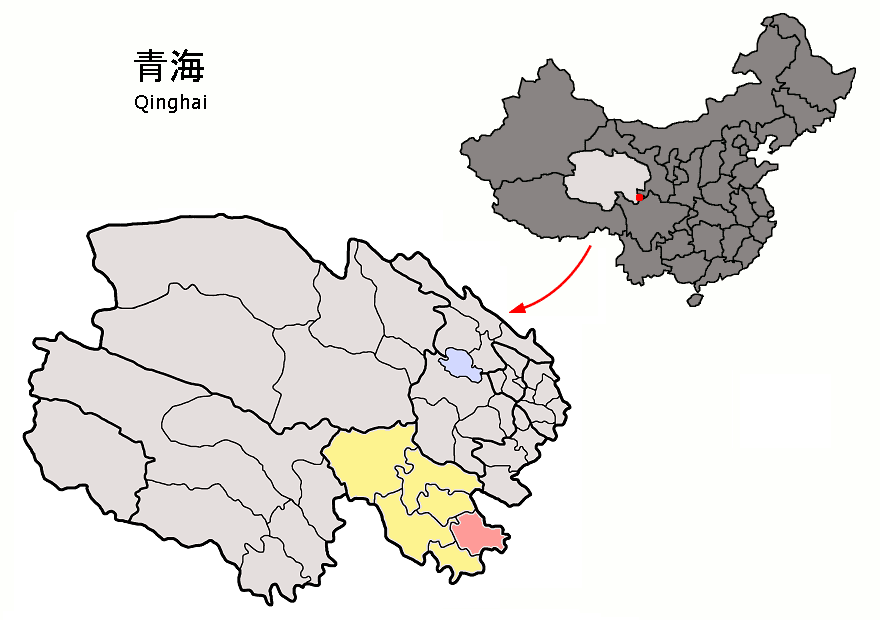
Lage des Kreises Jigzhi (rosa) in Golog (gelb)

Der Kreis Jigzhi (auch Cigdril; tibetisch གཅིག་སྒྲིལ་རྫོང, Umschrift nach Wylie gcig sgril rdzong; chinesisch 久治县, Pinyin Jiǔzhì Xiàn) ist ein Kreis des Autonomen Bezirks Golog der Tibeter im Südosten der chinesischen Provinz Qinghai. Die Fläche beträgt 8.266 Quadratkilometer und die Einwohnerzahl 26.081 (Stand: Zensus 2010). 1999 betrug die Einwohnerzahl 17.931. Sein Hauptort ist die Großgemeinde Chugqênsumdo (Zhìqīngsōngduō Zhèn 智青松多镇).
In Jigzhi befindet sich das Darthang-Kloster (tib.: dar thang dgon pa) bzw. Pelyül-Darthang-Kloster (tib.: dpal yul dar thang dgon pa; chin. Baiyu Datang si 白玉达唐寺 oder Báiyù Sì 白玉寺), das auch unter der Bezeichnung Tarthang-Kloster bekannt ist.

## Administrative Gliederung
Auf Gemeindeebene setzt sich der Kreis aus einer Großgemeinde und fünf Gemeinden zusammen.
Diese sind (Pinyin/chin.):
- Großgemeinde Zhiqingsongduo 智青松多镇

- Gemeinde Baiyu 白玉乡
- Gemeinde Wa'eryi 哇尔依乡
- Gemeinde Wasai 哇赛乡
- Gemeinde Suohurima 索乎日麻乡
- Gemeinde Mentang 门堂乡